# Impérialisme linguistique
L’impérialisme linguistique est un concept politique qui renvoie à une forme de domination culturelle au moyen de la langue. Il est parfois défini comme « le transfert d'une langue dominante à d'autres personnes ». Il est le fait historiquement, principalement d'empires qui ont imposé leurs langues, au moins administrativement, aux régions conquises. Le terme d'impérialisme peut désigner plus largement une domination culturelle, économique, politique et militaire par exemple sans forcément qu'il y ait conquête territoriale. L'impérialisme linguistique est une partie du phénomène plus général d’impérialisme culturel qui englobe l’imposition des modes de vie, de l’éducation, de la musique, etc. d’une nation à une autre. Il doit être distingué de la domination linguistique, la différence étant d’ordre idéologique : l’impérialisme linguistique est lié à une volonté politique, la domination d’une langue est un état de fait qui peut être ou non la conséquence du précédent. La domination linguistique concerne généralement les domaines clés de la vie internationale : politique, diplomatique, militaire, juridique, commercial, financier, médiatique, scientifique, culturel etc.
La dizaine de langues les plus parlées, ensemble par plus de la moitié de la population mondiale, ont vu leur espace de domination s'étendre historiquement du fait d'empires: anglais, chinois, hindi, espagnol, français, portugais, arabe, russe, turc, japonais, allemand, etc. L’impérialisme linguistique peut être le fait d’une puissance coloniale ou impériale qui marginalise les langues locales, lesquelles risquent alors de tomber en désuétude, voire de s’éteindre : il peut donc constituer une menace pour la diversité linguistique et culturelle. L’Unesco estime que sur environ 6 000 langues parlées dans le monde, plus de 2 500 langues sont en danger ; les raisons de ces raréfactions ou disparitions sont toutefois plurielles et ne sauraient se réduire systématiquement à un effet d'impérialisme linguistique.
En 1915, Louis-Lazare Zamenhof, l'initiateur de l'espéranto écrit : « Souvenez-vous que le seul moyen d'atteindre la paix est d'éliminer une fois pour toutes la principale cause des guerres qu'est la survivance barbare depuis la période pré-civilisée la plus reculée de l'Antiquité de la domination de certains peuples sur d'autres peuples »
Bien que le phénomène puisse concerner n’importe quelle langue ayant été dominante dans un empire, ceux qui utilisent ce terme de nos jours l’appliquent principalement à la langue dominante, depuis 1945, l’anglais. Cette langue ne s'est pas imposée essentiellement pour ses qualités linguistiques car, par exemple pour le linguiste Claude Hagège, « l'anglais est une langue très difficile ». Pour David Crystal, « une langue gagne le statut de langue internationale pour une raison principale : la puissance politique de ceux qui la parlent ». Elle s'est imposée du fait de l'avance technologique et de la domination navale, militaire, politique, économique, puis culturelle du Royaume-Uni, et ensuite des États-Unis pendant les deux derniers siècles.
Dans Linguistic Imperialism (1992), Robert Henry Phillipson définit l'impérialisme linguistique anglais comme « la domination de l'anglais… affirmée et maintenue par l'établissement et la reconstitution continue des inégalités structurelles et culturelles entre l'anglais et d'autres langues ». L'anglais est souvent appelé un « lingua franca » mondial, mais Phillipson fait valoir que lorsque sa domination conduit à un linguicide, il peut bien plus être appelé un « lingua frankensteinia »

## Impérialisme linguistique central anglo-américain

### Expansion de l’anglais dans les îles Britanniques puis dans le monde

#### Îles Britanniques
À partir du XIIe siècle, les souverains anglais pratiquent une politique d’expansion dans les îles Britanniques. D’abord à l’Ouest de l'Irlande, puis au Pays de Galles (conquis en 1282) et enfin en Écosse, dont la conquête subit plusieurs revers et n’est définitivement achevée qu’en 1707 par l'Acte d’union entre l'Angleterre et l'Écosse. Un État écossais a donc survécu plusieurs siècles aux côtés de son puissant voisin anglais. En Angleterre, le français décline, en grande partie à cause des guerres contre la France. Ainsi, l'anglais est proclamé langue unique des tribunaux en 1362, bien que l'application soit en réalité bien plus lente. Henri IV d'Angleterre (1367-1413) est le premier souverain anglais à avoir l'anglais pour langue maternelle depuis la conquête normande. Dès lors la langue anglaise va gagner en prestige. Dans les territoires celtes conquis (Pays de Galles, façade Est de l'Irlande), l'administration se fait dans la langue du roi, la langue anglaise. Les nobles locaux, influencés par le pouvoir royal, s'anglicisent. Le petit peuple continue cependant à parler sa langue celtique (gallois, gaélique écossais ou irlandais). Au cours du XVIIIe siècle, le déclin des langues celtiques s'accélère, du fait de l’immigration anglaise, du développement du commerce, de l'enseignement qui devient obligatoire. Les villes s'anglicisent, en particulier celles tournées vers l'Angleterre. Le XIXe siècle voit l'aboutissement du processus d’anglicisation, les langues celtiques sont désormais confinées aux zones maritimes isolées, loin des centres dynamiques. L'industrialisation (surtout en Écosse et au Pays de Galles) et l'exode rural y ont beaucoup contribué. En Irlande, les principales victimes de la Grande Famine de 1846-48 sont les populations celtophones pauvres de l'ouest de l’île. La mort d’un million d’Irlandais et l’émigration d’1,6 million d’autres vers des pays anglophones, principalement les États-Unis, précipitent le déclin de la langue gaélique. À la déclaration d’indépendance de la république d’Irlande en 1921, seulement 2 % des Irlandais utilisent encore le gaélique. Le taux est à peu près le même pour le gaélique écossais. Aujourd’hui, les proportions de locuteurs gaéliques restent sensiblement les mêmes qu'au début du XXe siècle : la quasi-totalité des Celtes des îles britanniques parlent anglais. Pour résumer, les facteurs qui ont contribué à l’extinction des langues celtiques sont donc :
- La conquête militaire de ces territoires
- L'imposition de la langue anglaise comme langue administrative unique (bureaucratie, droit, enseignement, armée…)
- L'empire colonial, au départ anglais, puis britannique, administré en anglais. Considéré comme riche, il attire les populations celtes qui y voient une échappatoire à leur condition économique. Leur immigration est encouragée par le gouvernement central ou les gouvernements anglophones indépendants (États-Unis, Canada).
- La domination économique et industrielle, qui repose sur la puissance de la bourgeoisie anglaise et sur des notables anglophones. S'y oppose la pauvreté des Celtes, souvent ruraux.
- L'hégémonie culturelle de la langue anglaise (au travers de la littérature, les journaux…), qui se nourrit de tous les éléments précédents.

#### Monde
La Grande-Bretagne, à partir du XVIIIe siècle va devenir la première puissance navale puis industrielle et construire progressivement au-delà des mers, l'empire colonial le plus important.
Les colonies de climat tempéré et de peuplement deviendront anglophones et vont centupler leur population : États-Unis, majorité du Canada, Australie, Nouvelle-Zélande.
Les autres colonies d'Afrique et d'Asie se voient imposer l'anglais dès l'enseignement secondaire réservé à une petite élite, ainsi que comme langue administrative, militaire, commerciale, etc.
Selon le Mahatma Gandhi, « Plus encore que les Anglais, ce sont nos anglophones qui ont réduit l'Inde en esclavage » […] « Le recours à une langue étrangère en Inde pour assurer l’enseignement supérieur a causé à la nation un préjudice moral et intellectuel incalculable. Nous sommes encore trop rapprochés de cette période pour mesurer l’énormité du dommage subi. Et c’est un tour de force presque impossible que d’avoir à juger nous-mêmes cette éducation dont nous sommes également les victimes ». […] « Il faudrait aussi, à tout prix et immédiatement, ne plus se servir de l’anglais pour assurer l’enseignement, mais redonner aux langues de chaque province la place qui leur convient ».
La Pax britannica au XIXe siècle est suivie de la Pax americana au XXe siècle.

#### Anglais au centre d'un modèle «gravitationnel» fortement hiérarchisé
Le sociolinguiste français Louis Jean Calvet, à la suite du néerlandais Abraham De Swann, a proposé un modèle de fonctionnement « gravitationnel » du système linguistique mondial, que l'on peut décrire en termes de centres et de périphéries. L'hypothèse de base est que les langues sont reliées entre elles par un bilinguisme asymétrique, le locuteur de la langue dominée devant apprendre la langue régionale et ou nationale et ou internationale dominante pour mieux s'intégrer socialement et économiquement, notamment dans les villes, contrairement au locuteur natif de la langue hypercentrale. La langue « hypercentrale » est aujourd'hui l'anglais.
Les langues "supercentrales" sont des langues dominantes dans un sous-continent : les cinq autres langues de travail de l'ONU — arabe, chinois, espagnol, français et russe —, officielles ou parlées dans plus de 20 États ou par plus d'un milliard d'habitants ; on peut y ajouter l'hindi, l'indonésien-malais, le portugais, le swahili et pour certains auteurs, compte tenu de leur puissance économique l'allemand, le japonais.
Les langues centrales au niveau d'un État-nation ou binationales: turc, vietnamien, bengali…
Les langues semi-centrales, dominantes au niveau d'un petit État, ou d'un État fédéré en Inde.
On peut distinguer aussi langues semi-périphériques, périphériques et ultra-périphériques. À la périphérie, environ 6000 langues, dont 90 % sont parlées par moins de 5 % de la population mondiale. À l'extrême périphérie 500 sont parlées par moins de 100 personnes.
Le linguiste Henri Boyer juge économiciste un modèle qui serait fondé sur la seule dynamique du marché. Dans un article, « Le nationalisme linguistique : une option interventionniste face aux conceptions libérales du marché des langues », il estime nécessaire une réflexion critique sur ce modèle.

### Éléments du débat
La position prééminente de la langue anglaise dans les échanges internationaux est un état de fait largement reconnu. En revanche, des désaccords importants existent entre les opposants à cette situation (qui peuvent y voir une volonté politique « impérialiste » du monde anglophone, et surtout des États-Unis), et leurs détracteurs qui dénoncent notamment dans cette approche une idéologie politique anti-américaine.

#### Arguments contre l'impérialisme linguistique de l'anglais

##### Stratégie de politique linguistique néo-coloniale coordonnée
Du 26 au 30 juin 1961, le British Council organisa à Cambridge une conférence anglo-américaine sur l'enseignement de l'anglais à l'étranger (l'Anglo-American Conference on English Teaching Abroad). À cette conférence, assistaient des représentants d'agences du gouvernement américain (United States Information Agency, ICA, et le Peace Corps) ainsi qu'un certain nombre d'académies des États-Unis. Du côté britannique, étaient représentées les disciplines universitaires de l'éducation, de la linguistique, et de l'anglais, ainsi que le Colonial Office, le Commonwealth Relations Office, le ministre de l'éducation, la BBC, et le British Council. Il y avait des observateurs de France et du Commonwealth Education Liaison Committee. Dans son rapport, la conférence a réaffirmé certaines propositions : que l'enseignement de l'anglais outremer devait se conformer totalement aux besoins linguistiques et éducatifs de l'économie, de la société et du développement humain du pays hôte, pour aboutir à l'objectif d'autosuffisance ; que l'aide anglo-américaine devait être planifiée avec la participation active du pays hôte.
Dans son ouvrage Linguistic imperialism, publié en 1992 chez Oxford University Press, Robert Phillipson, ancien professeur d'anglais à l'université de Roskilde au Danemark et qui avait travaillé au British Council, reprend les termes d'un « rapport confidentiel » de cette conférence selon lesquels : « L'anglais doit devenir la langue dominante remplaçant les autres langues et leurs visions du monde : chronologiquement, la langue maternelle sera étudiée la première, mais l'anglais est la langue qui par la vertu de son emploi et de ses fonctions deviendra la langue fondamentale ».
Robert Phillipson précisait que ce rapport aurait été écrit à l'usage interne du British Council et que, par conséquent, son contenu différerait de celui des textes rendus publics. Ce rapport n'était pas destiné à une large diffusion. Le but du rapport était de démontrer que le champ de l'enseignement de l'anglais dans le monde était en train d'acquérir une respectabilité universitaire des deux côtés de l'Atlantique et méritait une augmentation des subventions gouvernementales. Ainsi que l'expliquait le rapport annuel du British Council pour 1960-1961 :

« Enseigner l'anglais au monde peut être presque considéré comme une extension de la tâche qui s'imposait à l'Amérique lorsqu'il s'agissait d'imposer l'anglais comme langue nationale commune à sa propre population d'immigrants. »

Toujours selon R. Phillipson, il était nécessaire que les Britanniques et les Américains coordonnent leur implication dans le développement de l'enseignement de l'anglais au niveau international.

##### Impérialisme linguistique anti-démocratique
L'ouvrage du chercheur écossais R. Philippson Linguistic Imperialism a popularisé l'expression « impérialisme linguistique » depuis le début des années 1990, particulièrement dans le domaine de la linguistique appliquée à l'anglais.
La notion d'impérialisme linguistique s'inscrit dans le cadre de la théorie de l'impérialisme de Johan Galtung et de la notion d'hégémonie culturelle d'Antonio Gramsci. Philippson critique la diffusion historique de l'anglais comme langue internationale et la manière dont elle continue à maintenir sa domination actuelle, en particulier dans un contexte post-colonial comme en Inde, au Pakistan, en Ouganda, au Zimbabwe, etc., mais également de plus en plus dans un contexte qu'il qualifie de « néo-colonial » en parlant de l'Europe continentale.
Le constat de Phillipson est que dans un pays dont l'anglais n'est pas la langue maternelle, cette langue devient souvent la langue des « élites ». Ceux qui peuvent la maîtriser peuvent accéder à des postes à responsabilité dans les lieux de pouvoir et d'influence, comme par exemple aux Nations unies, à la Banque mondiale, à la Banque centrale européenne, etc.. Les élites, anglophones de naissance ou quasiment, une fois en poste, parviennent donc à prendre des décisions qui concernent une très grande majorité de non anglophones, situation en contradiction apparente avec les prétentions démocratiques de ces mêmes personnes. Les lobbys économiques des firmes multinationales, eux aussi anglophones, accentuent cette dérive.

##### Surcoût national, scolaire, économique, social et culturel pour les peuples non anglophones

###### Surcoût national pour les pays non anglophones de naissance
L'anglais est une langue nationale, il n'est pas une langue neutre. C'est la langue nationale de cinq pays dits UK-CANZUS (Royaume-Uni, majeure partie du Canada, Australie, Nouvelle-Zélande, USA), soit 6 % de la population mondiale ; 94 % de celle-ci a une langue maternelle autre que l'anglais. Dans l'Union Européenne, après le Brexit, l'anglais n'est langue nationale que pour 1 % de la population.
Selon le Français Bernard Cassen : « La puissance impériale américaine ne repose pas seulement sur des facteurs matériels (capacités militaires et scientifiques, production de biens et de services, contrôle des flux énergétiques et monétaires, etc.) : elle incorpore aussi et surtout la maîtrise des esprits, donc des référents et signes culturels, et tout particulièrement des signes linguistiques ».
Alastair Pennycook souligne que la langue anglaise n'est pas une langue neutre, mais qu'elle reste marquée par le passé colonial de l'Empire britannique. L'utilisation de l'anglais dans les relations internationales place donc au premier rang les Américains et les Anglais, au deuxième rang les peuples germaniques (Allemands, majorité des Scandinaves…), loin derrière les Latins et les Slaves et tout au bout les Asiatiques.
Ainsi l'utilisation de l'anglais pour des raisons pratiques comme quasiment seule langue des instances de l'Union européenne, ce qui est déjà le cas de la BCE ainsi que pour beaucoup de documents préparatoires aux décisions de la Commission européenne, risquerait d'enfreindre le principe de non-discrimination linguistique. Dans le cadre de l'élargissement de l'Union européenne de 2004, l'Assemblée nationale française a adopté pour cette raison une résolution sur la diversité linguistique dans l'Union européenne qui déclare notamment : « La publication d'appels d'offres et d'annonces de recrutement dans la seule langue anglaise devrait être proscrite car contraire au principe de non-discrimination linguistique et considère qu'au minimum, ces publications devraient se faire dans un nombre restreint de langues officielles ».
Lors de l'entrevue très médiatisée en mars 2025, entre D. Trump, J.D.Vance et V. Zelensky sur la recherche de la paix en Ukraine et l'éventuelle poursuite de l'aide américaine, on peut noter l'inégalité linguistique des positions: Trump parle sa propre langue avec des expressions compliquées, Zelensky qui fait l'effort de parler anglais à un moment bafouille.

###### Surcoût de l'apprentissage en temps et en argent
Claude Piron, ancien traducteur d'anglais et de chinois à l'ONU et à l'OMS, psycholinguiste suisse, renforce ce constat en démontrant dans Le Défi des langues qu'une véritable maîtrise de l'anglais nécessite au moins 10 000 heures d'étude attentive et de pratique, soit l'équivalent de six années de travail. Compte tenu de l'histoire de l'anglais, celui-ci dispose d'un immense vocabulaire avec souvent des doublons issus des racines germaniques et romanes et il a un très grand nombre d'exceptions et donc de sous-programmes. Son étude nécessite l'acquisition à la fois de la compréhension, de la mémorisation et de la fixation de dizaines de milliers de réflexes nécessairement longs à acquérir. L'avantage pour les Anglo-saxons est double. D’un côté, il y a tous les anglophones de naissance qui n’ont nul besoin d'apprendre une autre langue. De l'autre il y a des centaines de millions d’hommes qui peuvent dépenser plusieurs milliers d'heures en énergie et en argent, sans arriver pour la plupart à maîtriser réellement l’anglais qui sert à les dominer.
Cela entraîne parfois des comportements irrationnels, comme en Corée, où des médecins gagnent 300 $ pour couper la petite peau qu'il y a sous la langue, prétendument parce que si les Coréens n’arrivaient pas à bien prononcer l'anglais, c'était à cause d'elle. On trouve un autre exemple de « nécessité ressentie » au Japon, où beaucoup de parents paient 50 $ américains ou plus par heure d’enseignement pour donner des leçons privées à des enfants de cinq ans (les parents payent aussi pour d'autres matières : notamment les mathématiques).

###### Surcoût dans la vie économique et sociale
Dans une négociation internationale, les participants ne sont pas sur un pied d'égalité. L'un possède la langue à l'indice 100. L'autre la possède dans le meilleur des cas (très rarement atteint) à l'indice 70 ou 80 ; le plus souvent à l'indice 40 ou 50, ou même bien moins.
La ministre française de l'environnement, Dominique Voynet, à son retour de la Conférence de Kyoto COP 3 en 1997 déclara au Journal du Dimanche (JDD du 14 décembre 1997) : « Toutes les discussions se sont déroulées en anglais sans la moindre traduction, alors qu'il s'agissait d'une conférence des Nations Unies. Trop de délégués ont été ainsi en situation d'infériorité dans l'incapacité de répondre efficacement et de faire entendre leurs arguments ».
De retour d'une rencontre au niveau européen en Allemagne mais se déroulant en anglais, un syndicaliste Mark Starr (eo), ancien mineur britannique émigré aux Etats-Unis, devenu éducateur et historien du monde du travail, l'un des dirigeants de la télévision américaine "National Educational and Radio Center" dit : « Celui qui impose sa langue impose l'air sur lequel doivent gesticuler les marionnettes ».
Un autre syndicaliste, Thierry Baudson, aujourd'hui président de la Fédération Générale des Travailleurs de Belgique déclare : « Ce n'est pas un hasard de constater que beaucoup de postes de responsabilité sont tenus par des Anglo-saxons ou des anglophiles fiers de l'être et fort sensibles aux modèles particulièrement individualistes (…). Il est évident que dans ces instances, ceux qui parlent la langue anglaise sont plus à l'aise et peuvent poursuivre dans les couloirs leurs conciliabules (hors interprète) et ceci les favorise grandement quand il y a des postes à pourvoir ».
Le linguiste indien Probal Dasgupta rapporte un témoignage concordant : « L'Indien anglophone bilingue ou trilingue ne peut percevoir dans l'anglais une langue 'naturelle'. Le choix qu'il faut faire pour le parler ou l'écrire, est trop pesant, trop présent, même si l'intéressé le parle couramment, même s'il est maître des détails techniques à respecter pour s'exprimer correctement. Cette situation débouche sur une paralysie de la créativité ».
Même aux Pays-Bas où l'anglais est omniprésent, la connaissance de l'anglais dans la population locale est bien plus passive qu'active : elle permet de comprendre les textes et les films, pas d'en produire.

###### Formatage des esprits généralement abêtissant
Dans une interview du 28 mars 2012, le linguiste Claude Hagège s'insurge contre la domination de l'anglais qui revient à imposer une forme de pensée.
Selon Charles Xavier Durand, « une idéologie est un système de théories, de croyances et de mythes présentant un certain degré de cohérence et dont le but est de rendre universels les intérêts d'une certaine catégorie sociale. […] L'asservissement linguistique et culturel précède l'asservissement politique et économique ».
Pour Emmanuel Todd, le système éducatif américain lui-même est en voie de dégradation rapide. Il est souvent impossible à des jeunes rentrant à l'université de raisonner correctement, de comprendre les documents écrits, d'effectuer tout jugement critique et tout travail de synthèse.
Éric Denécé et Claude Revel placent la domination par la langue dans le contexte plus large de l'influence socioculturelle, dans laquelle le social learning, véritable formatage intellectuel des cadres et des décideurs d'un pays visé, tient aussi un rôle important comme élément de la guerre économique. Ainsi, en imposant leur vocabulaire et leur mode de pensée, les Américains remporteraient souvent la toute première bataille en matière commerciale.

###### Rente impériale justifiée pour une grande partie des élites anglophones
Selon C.K.Ogden, philosophe anglais, un des créateurs du Basic English, « Ce dont le monde a le plus besoin c'est d'environ mille langues mortes de plus et d'une langue plus vivante ».
Selon un rapport du Cabinet britannique (1956), "Dans une génération l'anglais pourrait être une langue mondiale - c'est-à-dire une langue universelle dans ces pays où elle n'est pas encore la langue native ou principale".
« Il fut un temps où nous avions l'habitude d'envoyer à l'étranger des canonnières et des diplomates ; maintenant nous envoyons des professeurs d'anglais ».
Selon le rapport du British Council, « le véritable or noir de la Grande-Bretagne n'est pas le pétrole de la Mer du Nord mais la langue anglaise. […] Le défi que nous affrontons est de l'exploiter à fond ».
Charles Krauthammer, un éditorialiste au Washington Post et l'un des idéologues les plus en vue de la nouvelle droite américaine, écrivait en 1999 : « Le fait est que, depuis Rome, aucun pays n'a été culturellement, économiquement, techniquement et militairement aussi dominant ». Il ajoutait : « L'Amérique enjambe le monde comme un colosse […]. Depuis que Rome détruisit Carthage, aucune autre grande puissance n'a atteint les sommets où nous sommes parvenus ».
Selon David Rothkopf, « Il y va de l’intérêt économique et politique des États-Unis de veiller à ce que, si le monde adopte une langue commune, ce soit l’anglais et que, s’il s’oriente vers des normes communes en matière de communication, de sécurité et de qualité, ces normes soient américaines et que, si ses différentes parties sont reliées par la télévision, la radio et la musique, les programmes soient américains ; et que, si s’élaborent des valeurs communes, ce soient des valeurs dans lesquelles les Américains se reconnaissent ».
Un rapport de la CIA de 1997 mentionnait que les prochaines années seraient décisives pour imposer l'anglais comme unique langue internationale. Le rapport insiste sur le fait qu'il faut agir rapidement, avant que ne se déploient éventuellement « des réactions vraiment hostiles et nombreuses qui apparaissent et se développent partout contre les États-Unis, leur politique et l'américanisation de la planète »[source insuffisante].
Une frange de partisans plus extrémiste de l'impérialisme linguistique anglophone milite pour une langue et une culture uniques, ne retenant que la vision anglo-saxonne du monde, en droite ligne de la croyance religieuse que les Anglo-Saxons seraient le peuple choisi par Dieu pour coloniser l'Amérique du Nord et mener le monde vers la liberté. Dans ce contexte, la volonté d'imposer une langue unique au reste du monde est donc l'expression d'un choix divin[réf. nécessaire].

#### Arguments des opposants au concept d'impérialisme
Des linguistes anglophones ont une position beaucoup plus modérée. Ils considèrent que l'anglais est une langue mondiale mais contestent l'idée que l'hégémonie linguistique de l'anglais serait le résultat d'une conspiration. Dans son ouvrage English as a Global Language (L'anglais comme langue mondiale), le linguiste anglais David Crystal considère que l'anglais devrait être la langue de communication internationale, tout en gardant une sorte de multilinguisme. Les anglophones, de naissance ou non, favorables au maintien de l'hégémonie actuelle de l'anglais se justifient en associant la notion d'impérialisme linguistique à une attitude selon eux de gauchiste qui chercherait à contester la diffusion historique de l'anglais. Les partisans modérés de la généralisation de l'anglais sont donc généralement des libéraux qui réfutent l'idée d'un impérialisme linguistique anglophone. David Crystal et Henry Widdowson sont rattachés à ce courant de pensée.
La domination de l'anglais dans pratiquement tous les domaines de la vie internationale (politique, scientifique, commercial, financier, aéronautique et même militaire) relègue pour certains le multilinguisme au rang des utopies. De plus, et cela ne date pas d'hier, la plupart des individus qui apprennent des langues étrangères le font plus par nécessité, sinon réelle, du moins ressentie, que pour le plaisir de la connaissance.

### Conséquences
De nombreuses voix, notamment parmi les défenseurs des autres langues parlées par 94 % de la population mondiale, s'élèvent pour dénoncer la marche forcée vers le « tout anglais », car ce développement marginalise les autres langues nationales et régionales. Ce point de vue est particulièrement répandu dans l'Union européenne, où le multilinguisme officiel est censé être encouragé. Cela n'empêche pas 69 % des Européens de juger que la langue anglaise est « la plus utile ».
Suresh Canagarajah décrit les stratégies employées par des professeurs et les étudiants en anglais, qui visent à utiliser la langue anglaise d'une manière qui sert leurs besoins tout en résistant subtilement à l'impérialisme linguistique.
Adrian Holliday indique qu'il existe des problèmes sociaux et politiques dans l'enseignement de la langue anglaise dans diverses parties du monde, et relève des injustices du fait que les anglophones de naissance cherchent à changer les cultures des étudiants et des professeurs qui n'ont pas l'anglais comme langue maternelle. Julian Edge se demande si l'enseignement de l'anglais à des locuteurs d'autres langues (TESOL) et la promotion de l'anglais à l'étranger ne font pas partie d'un âge d'empire (« age of empire »).

### Facettes de l'impérialisme linguistique dans les grandes régions du monde
Entre 1986 et 2008, le pourcentage de textes primaires de la Commission européenne rédigés en anglais est passé de 26 à 73 % au détriment des autres langues européennes. Il n'a cessé de progresser depuis. En comparaison, le nombre de locuteurs dans l'Union européenne dont la langue maternelle est l'anglais était de 65 millions avant le Brexit, environ cinq millions après, tandis que l'Union européenne compte 90 millions de germanophones et 70 millions de francophones, et que l'Allemagne et la France, toutes deux membres fondateurs et moteurs de l'UE, forment avec le Benelux le noyau historique de la construction européenne, au centre géographique et économique du continent.
Éric Denécé et Claude Revel montrent dans leur ouvrage que les États-Unis ont depuis la chute du mur de Berlin une politique offensive de « social learning » dans les anciens pays communistes de l'Europe de l'Est, et que l'influence socioculturelle des États-Unis s'étend à l'ensemble du continent européen, à travers l'enseignement, la langue, et le cinéma. D'autre part, la position de domination de l'anglais pose des problèmes d'équité linguistique : le rapport Grin réalisé à la demande du Haut Conseil à l'évaluation de l'école français (2005) estimait en effet à environ 17 milliards d'euros en 2004 l'économie réalisée par le Royaume-Uni du fait que l'anglais est la langue prépondérante dans les institutions européennes.
Si l'on élargit la vision purement européenne de l'impérialisme linguistique, la même problématique se pose sur d'autres continents, comme en Amérique latine ou en Afrique, dans le sous-continent indien, où les langues des anciennes puissances coloniales (anglais, français, espagnol et portugais) jouent encore un rôle prépondérant, ce qui amène certains[Qui ?] à parler d’un « impérialisme linguistique européen ».

### Points de vue
- « L’important (…) n’est pas avant tout de savoir si l'anglais a, en certaines occasions, fonctionné comme une ouverture sur le progrès social et économique, mais qu'il a au moins autant représenté une attente, un espoir qu'une telle chose arrive. À l’intérieur de ce schéma de compréhension se sont développés différents mythes ; des mythes qui assimilent le futur de l'humanité, le développement, la modernisation, l'occidentalisation, la mondialisation - et l'usage de l'anglais »[33].
- « N'importe quel regard sur le futur peut conforter dans l'idée que bientôt le monde entier parlera anglais. Beaucoup croient que l'anglais va devenir la langue mondiale à l'exclusion de toutes les autres. Mais cette idée, qui prend racine au XIXe siècle, est périmée. Bien sûr l'anglais va jouer un rôle important dans la construction du nouvel ordre linguistique mondial, mais son impact majeur sera de créer de nouvelles générations de locuteurs bilingues et multilingues dans le monde »[34]. David Graddol, The Future of language, Science Magazine, 2004, repris dans Encyclopedia of Linguistics.

### Discrimination linguistique par l’anglais aujourd’hui
De nombreuses offres d’emploi des institutions européennes ont demandé aux candidats d’avoir l’anglais comme langue maternelle (English mother tongue ou English native speaker), éliminant ainsi les candidats ayant l’anglais comme langue d’étude, même à un excellent niveau. Ces faits que l'on peut repérer aussi dans de nombreuses organisations internationales telles que l'ONU et ses organes, sont en contradiction flagrante avec la déclaration universelle des droits de l'homme, qui précise :
« Chacun peut se prévaloir de tous les droits et de toutes les libertés proclamés dans la présente Déclaration, sans distinction aucune, notamment de race, de couleur, de sexe, de langue, de religion, d’opinion politique ou de toute autre opinion, d’origine nationale ou sociale, de fortune, de naissance ou de toute autre situation ».

### Réactions à l'impérialisme linguistique de l'anglais
Les réactions à l'impérialisme linguistique sont diverses et variées. Plusieurs pays, notamment francophones tentent de prendre des mesures.
En France, en 1992, la modification de l'article 2 de la Constitution précise désormais : « La langue de la République est le français ». En 1994, la loi Toubon renforce le rôle du français dans les actes publics et privés, et notamment dans le code de la consommation. Sur la base de cette loi, des salariés ont engagé et souvent gagné des procès contre des employeurs qui ont tenté d'imposer abusivement l'usage de l'anglais au détriment du français.

## Autres impérialismes linguistiques

### Domination linguistique du français
L'anglais n'est pas la seule langue à s'être développée de manière impérialiste, au sens de la définition donnée ci-dessus. De nombreux responsables d'États ont cherché à imposer l'usage de la langue qui facilitait au mieux la communication du groupe auquel ils appartenaient, ou qui pouvait faciliter la concentration et la centralisation du pouvoir. Le français a été du XVIIe siècle à 1919 la langue principale de la diplomatie, longtemps pratiquée par les élites européennes et enseignée jusqu'à nos jours comme deuxième langue européenne et dans de nombreux pays d'Afrique où il est langue nationale à côté d'autres langues africaines pour favoriser l'intercompréhension, vu le très grand nombre de langues africaines.

#### Angleterre
En traversant la Manche en 1066, Guillaume le Conquérant emporte le normand (dialecte de langue d'oïl) de son époque sur un sol qui n'a jamais parlé majoritairement une langue romane. Le normand devient alors la langue des élites, et progressivement il influence la langue anglaise ; c'est la langue étrangère qui lui a transmis le plus de vocabulaire. Après que le normand eut perdu de son importance en Normandie au profit du français officiel, c'est ce dernier qui apportera de nombreux mots à l'anglais. L'anglais est ainsi la plus « française » des langues d'origine germanique.

#### Belgique
À la création de la Belgique en 1830, le français est imposé comme seule langue officielle au détriment de la majorité flamande. Le néerlandais et surtout les dialectes flamands sont rejetés, surtout par la bourgeoisie qui utilise alors le français. On observe ainsi la francisation de Bruxelles, devenue majoritairement francophone. Néerlandophone à 85 % en 1830, elle ne l'est plus aujourd'hui qu'à environ 15 % . Ainsi 93% des déclarations d'impôts s'y font en français en 2015.

#### Canada
Au Québec majoritairement francophone, la Charte de la langue française garantit, entre autres, le droit de participer aux assemblées, de recevoir une éducation et d'être servi dans les magasins en français. Il s'agit de défendre le français dans un Canada majoritairement anglophone.

#### Afrique

Zones d'influence du français en Afrique
Pays généralement considérés comme francophones.
Pays parfois considérés comme francophones.
Pays non-francophones mais ayant rejoint l'OIF et étant dans un processus de francisation.

Lors de la création de l'Empire colonial français, le français traverse les mers et devient, dans un souci de cohérence, la langue obligatoirement enseignée dans toutes les colonies. Il est en priorité enseigné aux enfants de l'élite locale ou des chefs de tribus. Lors des indépendances, et surtout en Afrique subsaharienne, compte tenu de la très grande diversité des langues africaines, cette élite formée en français maintiendra la langue ex-coloniale en tant que langue officielle comme un moyen d’accès à la communication internationale, y compris inter-africaine. C'est de cette période coloniale franco-belge que provient le vaste espace francophone africain (voir carte ci-contre). Le dynamisme démographique du français en Afrique est au XXe siècle et au XXI-ème le plus important.

#### France
En France, l'ordonnance de Villers-Cotterêts édictée en 1539 par François Ier, peut être interprétée comme une imposition de l'emploi du françois (devenu français) à la place du latin dans les actes de justice afin « que les arretz soient clers et entendibles » par le plus grand nombre, alors que cette langue n'est parlée que par une minorité cultivée. De nombreux juristes argumentent toutefois que cette ordonnance a en fait imposé aussi les parlers locaux au détriment du latin et non le futur français classique.
À la Révolution française et au fil du XIXe siècle, la langue française devient un symbole national : pour l'unité de la nation, il faut une langue unique. « Le fédéralisme et la superstition parlent bas-breton » dit ainsi Barère au Comité de salut public en présentant son « rapport sur les idiomes »[réf. nécessaire].
Le français, longtemps langue des élites, a peu à peu pris la place des langues vernaculaires en France, avec une accélération du phénomène à partir de la fin du XIXe siècle grâce à la mise en place de l'instruction publique, laïque et obligatoire, en français. Les brassages de population, notamment à l'occasion de la Première Guerre mondiale, ont accéléré ce phénomène. Le service militaire et les guerres mondiales, et en particulier la première, mettent en contact des soldats qui n'ont pas tous la même langue maternelle mais qui, à cause du brassage géographique doivent communiquer entre eux et avec leurs officiers en français, ce qui contribue à l'unification linguistique en France, tout en raréfiant les usages de parlers et langues locales[réf. nécessaire]. Par la suite, le très fort développement de l'enseignement secondaire et supérieur à partir des années 50, la radiodiffusion, puis la télévision ont amplifié la situation.
Parallèlement, certains hauts responsables politiques français affichent leur défiance envers les langues locales et régionales, dans la continuité d'une approche jacobine de la nation. Ainsi, en 1925, le ministre de l'Instruction publique Anatole de Monzie annonce : « pour l'unité linguistique de la France, la langue bretonne doit disparaître ! ». Plus tard, en 1972, le président de la République Georges Pompidou déclare : « il n'y a pas de place pour les langues régionales dans une France destinée à marquer l'Europe de son sceau ».
En 1951, la loi Deixonne permet l'enseignement facultatif des langues régionales ; les premières langues à en bénéficier sont le basque, le breton, le catalan et l'occitan. La même année, ces langues deviennent épreuves optionnelles au baccalauréat. Depuis d'autres langues régionales ont été ajoutées à la liste des langues optionnelles et il est même aujourd'hui possible de choisir certaines langues régionales comme langue vivante 2 ou 3.
Pour refléter cet engagement en faveur des langues régionales, la Délégation générale à la langue française (DGLF) devient en 2001, la Délégation générale à la langue française et aux langues de France.
En 2008, une modification de la Constitution créé l'article 75-1 qui inscrit les langues régionales au patrimoine de la France.
En 1992, l'Union européenne adopte la Charte européenne des langues régionales ou minoritaires qui consacre « le droit imprescriptible de pratiquer une langue régionale dans la vie privée et publique ». En 1999, la France la signe mais sans la ratifier, à cause de son aspect anticonstitutionnel. Une ratification lierait juridiquement l'État contractant, alors que la signature est une simple reconnaissance des objectifs généraux de la charte.
Une majorité d'hommes politiques se réclamant d'une certaine conception du patriotisme voient dans la promotion des langues régionales une atteinte à l'indivisibilité de la Cinquième République actée dans sa constitution dès l'article premier. Pour eux, cette promotion se fait au détriment du français et au profit de l'anglais[source insuffisante].

### Grec ancien
Avant la constitution de l’Empire romain, en liaison avec l'empire d'Alexandre, le grec ancien (ou « grec classique », différent du grec moderne), tenait en Europe et au Moyen-Orient le rôle de langue de communication privilégiée dans le commerce, la philosophie, les arts, les sciences. Il a gardé ce rôle principal avec une grande fixité de syntaxe et de vocabulaire dans toute la partie orientale de l'Empire romain jusqu'à sa chute en 1453. Les racines lexicales de cette langue sont encore très utilisées aujourd’hui dans le domaine scientifique (médical notamment) et dans la constitution des mots nouveaux en français à consonance technique ou technologique (aérodrome, téléphone, téléphérique, bathyscaphe, etc.).
S'il existe aujourd'hui de nombreuses langues dérivées du latin comme l'espagnol ou le portugais, le grec n'a aucune descendance et est localisé à une zone plus restreinte encore que celle qu'il occupait au IVe siècle av. J.-C., puisqu'il a disparu de l'ancienne Ionie, de Sicile et d'Italie du Sud. Ainsi, Marseille était encore considérée comme ville grecque au Ier siècle av. J.-C., et on parle de « Grande-Grèce » pour l'Italie du Sud au Ier siècle. Pourtant l'Empire byzantin, région hellénique de l'Empire romain, qui était à l'origine plus peuplé et aussi plus grand que la partie latine de l'Empire romain resta encore influent durant un millénaire après la chute de Rome.

### Latin
Le latin est la langue diffusée par les Romains à travers leurs conquêtes militaires. Elle s’impose comme langue administrative, juridique et commerciale dans tous les pays conquis, sans qu'on ait trouvé trace d'une volonté systématique d'extirpation par le pouvoir romain des langues des peuples soumis. Sa généralisation est à l’origine des langues latines (le catalan, l’espagnol, les parlers occitans, le français ainsi que les langues d'oïl dont il est issu, l’italien, le portugais, le roumain), entraînant en Gaule la disparition des parlers gaulois et influençant les langues brittoniques. Il est la langue dominante d'enseignement et d'Église pour les pays ayant relevé de l'Empire romain d'Occident pendant près de 1500 ans. Il a influencé très fortement les langues romanes, mais aussi dans une moindre mesure les langues germaniques. Aujourd'hui encore, cette langue domine dans certains domaines scientifiques (catalogages d'espèces, botanique), juridiques (beaucoup de mots techniques et d’expressions sont encore appris dans cette langue) et dans la religion catholique à la fois comme langue liturgique et comme langue de référence pour la tenue des conciles. Bien que généralement considérée comme langue morte, il y a actuellement un mouvement de revitalisation du latin parlé comme langue de communication qui se manifeste par la création d'écoles (Vivarium Novum en Italie, Schola Nova en Belgique), d'émissions radiophoniques (Nuntii Latini en Finlande), de revues latines (Melissa en Belgique) et de congrès internationaux. À cette fin, près de soixante mille vocables ont été ajoutés à cette langue en deux siècles.

### Langues ibériques: le portugais et le castillan
Le castillan est la langue diffusée en Amérique du Nord, Amérique du Sud et en Amérique centrale au moment de la colonisation du continent américain à partir du XVIe siècle. Comme le portugais au Brésil, cette langue est imposée de fait aux populations d’origine et immigrées.
En Espagne cependant, le franquisme (1939-1975) a mené une politique ouverte de prohibition et de persécution dirigée contre les langues régionales au dire des détracteurs, encore que l'on publiait largement dans les langues régionales, surtout a Barcelone (Editorial Barcino, Edicions 62, Biblioteca Literària Catalana, etc.)
Ainsi, au début du XXe siècle la Catalogne en particulier était amplement catalanophone dans les campagnes et les couches populaires (catalanophone), la connaissance du castillan étant limitée aux couches de la population ayant été scolarisées,. Dans les années 1930 sont finalisés les travaux de normalisation de la langue menés par Pompeu Fabra et le catalan fait son apparition dans les écoles et l’administration durant la Seconde République (1931-1936). Toutefois, au cours de la dictature franquiste, le catalan est évincé au profit du castillan dans tous les contextes formels (enseignement, administration, médias, monde du travail…) et se trouve relégué à l'usage informel et familial. Après les importantes migrations survenues au cours de cette période dont la Catalogne a bénéficié, ce nouveau contexte défavorable explique la chute des compétences en catalan d'une grande partie de la population, avec une importante proportion de la population incapable de s'exprimer et un faible taux d'alphabétisation dans cette langue. Depuis l'avènement de la démocratie toutefois, la politique volontariste mené par la Generalitat catalane a permis une amélioration très significative de la situation du catalan. Cette politique est parfois critiquée car jugée excluante au détriment des locuteurs castillanophones.

### Occitan
L'occitanisme, au sens de volonté militante d'imposer un occitan standard dans le midi de la France, au détriment des variations linguistiques de l'occitan (gascon, provençal…) dans leur diversité, est vu par certains comme une forme d'impérialisme linguistique.
Il s'accompagne, y compris dans Wikipédia, d'une entreprise systématique de renommage "occitan" des lieux ou personnages historiques régionaux (de Gascogne, Provence ou d'ailleurs que le Languedoc). Les rares documents (en latin) du Moyen Âge mentionnant lingua occitana concernent la province du Languedoc, alors conquis par le royaume de France.
Cependant, d'après l'enquête sociolinguistique de 2020 portant sur 8 000 personnes dans les régions Nouvelle-Aquitaine et Occitanie ainsi qu'au Val d'Aran en Espagne, il y a une acceptation globale du rattachement du gascon, du languedocien et du limousin à l'ensemble linguistique occitan.
Par ailleurs, le Congrès permanent de la lenga occitana, chargé de la normalisation de l'occitan, soutenu par l'État et un bon nombre de collectivités territoriales, travaille sur l'ensemble des variations régionales de l'occitan (gascon, languedocien, limousin, provençal etc.)

### Japonais
Plus récemment et sur un temps plus court, le japonais, un peu avant et pendant la Seconde Guerre mondiale, a été imposé dans certains pays occupés, notamment en Corée. L'enseignement du coréen était interdit…

### Arabe
L’arabe, du fait de l’expansion territoriale au Moyen Âge et par la diffusion du Coran, s’est répandu au Proche-Orient, dans toute l’Afrique du Nord, ainsi que dans les pays du Sahel et de la Corne de l'Afrique.
L’arabisation des berbérophones du Maroc, d’Algérie, de Tunisie et de Libye rencontre une résistance des populations qui réclament des droits linguistiques. Il en est de même au Soudan, où l’arabe prend la place de l’anglais et des langues africaines parlées au sud.

### Turc
Après la proclamation de la république de Turquie, les Kémalistes proscrivent l'usage en public de toute autre langue que le turc. En 1932, l'usage de la langue kurde est interdit.
En Turquie, le kurde tente de se maintenir face au turc.

### Russe
L'empire tsariste était fondé sur la prééminence du russe. Cependant la population étant jusqu'en 1917 à environ 80 % paysanne et analphabète, celle-ci conservait majoritairement ses langues orales nombreuses[pas clair].
Après 1917, Lénine préconisa l'alphabétisation dans la langue de chaque peuple. En URSS, la diffusion du russe comme langue unificatrice n'a pas eu pour résultat la disparition des autres langues du pays, de sorte qu'encore aujourd'hui, « la vaste Russie regroupe à elle seule 43 langues (à statut officiel) sur son territoire ».
Mais à partir des années 1930 le russe a été imposé par Staline dans les régions non russophones de l’URSS. En mars 1938, Staline décrète l'apprentissage obligatoire du russe dans toutes les écoles de l'URSS. Staline a progressivement mis fin à l’enseignement secondaire et supérieur en langues locales.
La progression du russe a aussi été favorisée par l’immigration de populations russophones, déplacées de gré ou de force aux confins de l’Union soviétique. Ainsi, dans certaines républiques comme le Kazakhstan, les autochtones se sont retrouvés en infériorité numérique face aux Russes. En Ukraine, en Moldavie ou en Biélorussie, les russophones constituent toujours une minorité très importante. Au Kazakhstan toujours, les brassages de populations liés au goulag ont favorisé l’imposition du russe. De plus le russe étant la langue de l’appareil étatique de l’URSS, il est de fait la langue de l’armée. Le régime communiste a mis fin au service militaire inégalitaire du tsarisme et a imposé la conscription de même durée pour toutes les ethnies. La langue russe est alors la seule langue de communication entre ces soldats issus de toutes les provinces du pays. Le russe est la langue indispensable pour accéder à l’université, travailler dans l’administration et accéder aux plus hautes responsabilités, ou même tout simplement pour lire un livre. Les langues locales sont donc fortement dévalorisées, « inondées » de mots russes. Entre 1960 et 1980, près de la moitié des quelque 70 langues auparavant enseignées dans les écoles disparurent des programmes scolaires.
Le système communiste a également imposé l’alphabet cyrillique à des langues autrefois exclusivement orales, surtout en Asie centrale, ainsi qu'à des langues s'écrivant précédemment au moyen de l’alphabet latin ou arabe, ou même ayant leur propre écriture, par exemple le mongol, qui de nos jours s'écrit le plus souvent en cyrillique en Mongolie (-Extérieure), pays très influencé par la Russie puis par l'URSS, mais toujours avec l'écriture mongol bitchig (de haut en bas) dans la Région autonome (chinoise) de Mongolie-Intérieure. Cela favorise l’apprentissage de la langue locale par les Russes tout autant que l’apprentissage du russe par les locaux. C’est un facteur d’assimilation assez efficace. Cette « cyrillisation » de l’alphabet a aussi été imposée aux Moldaves, qui parlent roumain et l'écrivaient en alphabet latin, cela dans la perspective de les séparer encore plus concrètement des Roumains et de favoriser ainsi leur appartenance soviétique. Cette politique linguistique a été très efficace, puisqu'en 1989, la grande majorité des populations non russes d’URSS parlaient le russe comme langue véhiculaire, et parfois comme langue maternelle.
L’impérialisme linguistique de l’URSS ne s’est pas arrêté aux frontières de l’URSS. Le russe a été imposé comme langue étrangère obligatoire aux pays membres du Pacte de Varsovie (RDA, Pologne, Hongrie, Tchécoslovaquie…), le plus souvent au détriment de l’anglais (assez peu, on l'apprenait avec soin en seconde langue et la diaspora américaine jouait en sa faveur), de l’allemand (en partie : l'Allemagne est proche et la tradition très forte) et surtout du français (partout quasiment liquidé, sauf en Roumanie). Les cadres des partis communistes nationaux étaient presque tous formés à Moscou ou à Leningrad ; aussi leur niveau de russe se devait d’être assez élevé. Le russe est donc la langue commune imposée aux pays du bloc de l’Est dans les organisations interétatiques comme le Pacte de Varsovie ou le Kominform. Il souffre cependant d’un manque de popularité pour les populations qui le voient souvent comme la « langue de l’occupant », et son apprentissage s’écroule dès la fin du communisme (mais beaucoup de peuples slaves, comme les Polonais, les Tchèques et les Serbes, le comprennent assez bien sans l'apprendre). Les républiques non russes de l'ex-URSS deviennent indépendantes fin 1991 et privilégient leurs langues nationales.
Depuis le retour de la Russie sur la scène internationale, une politique étrangère linguistique est utilisée par la Russie comme levier d'influence dans les anciennes républiques soviétiques. Ainsi, en Ukraine par exemple, la Russie soutenait le maintien du russe comme langue co-officielle et la question de l'officialité est restée prépondérante jusqu'en 2018. De la même manière, la question de l'apprentissage du russe en Arménie avait suscité de vifs débats.
Aussi, la Russie bénéficiant des flux de migrants venus des anciennes républiques soviétiques du Caucase et d'Asie Centrale, son influence linguistique, malgré les politiques mises en place, a largement persisté et le russe est encore largement présent dans la vie quotidienne,. Les politiques linguistiques ont aussi contribué à diminuer la connaissance du russe tout en maintenant sa présence. La bonne pratique du russe, et de sa grammaire complexe, devenant une source d'inégalités, dans des pays dans lesquels les élites sont toujours largement russifiées et disposent de liens culturels et économiques avec la Russie.
Les volontés de "turkifier" (dans les pays turkophones d'Asie Centrale) ou de "persianiser" (au Tadjikistan) les langues nationales ont aussi conduit à des situations diglossiques : les langues officielles et littéraires sont parfois incomprises par la population qui préfère toujours utiliser les emprunts au russe dans leur vie de tous les jours. Ainsi, de nombreuses personnes ont des difficultés à comprendre les discours publics au Tadjikistan, par exemple.
En Asie Centrale, le russe reste donc une langue privilégiée dans l'administration, la culture, l'économie et les études supérieures, persistance étant entretenue par la Russie pour conserver cette influence dans ses anciennes zones d'influence.

## Volontés de contrer l’impérialisme linguistique
Diverses voies sont préconisées pour contrer l'impérialisme linguistique, notamment la valorisation de la langue maternelle, le développement de l'intercompréhension, ou bien l’usage d’une langue construite, pour les motifs développés ci-dessous.
Entre ceux qui perçoivent l'uniformisation linguistique comme une conséquence négative de la mondialisation, ceux qui la voient comme un progrès, ceux qui en font une fatalité ou ceux qui prônent le multilinguisme et la diversité culturelle, les points de vue semblent difficiles à concilier, chacun avançant des arguments valorisant sa conviction : besoin d'intercompréhension, importance de la diversité culturelle, facilité des échanges, respect des minorités, etc.

### Valorisation de la langue maternelle
L'UNESCO a ainsi instauré en 1999 une Journée internationale de la langue maternelle qui consacre la reconnaissance du Mouvement pour la Langue commémoré depuis 1952 au Bangladesh par la Journée du Mouvement pour la Langue, quand la police et l'armée de l'État pakistanais, qui occupait alors le Bangladesh, a ouvert le feu sur la foule des locuteurs de bengali manifestant pour leurs droits linguistiques à Dhaka.
La Journée internationale de la langue maternelle a été célébrée pour la première fois le 21 février 2000. Dans un message lu au cours de la cérémonie de la première manifestation, le Secrétaire général des Nations unies, Kofi Annan, a apporté son soutien à cette journée, qui fait prendre conscience à tous les peuples de la valeur des langues. La Journée internationale de la langue maternelle a lieu le 21 février de chaque année. Selon le Dalaï Lama, « Toute communauté linguistique a le droit de préserver son héritage linguistique et culturel ».
L’UNESCO encourage les approches bilingues ou multilingues dans l’enseignement basées sur l’utilisation de la langue maternelle, facteur important d’intégration dans l’enseignement et gage d’une éducation de qualité. L'UNESCO fournit des cadres normatifs pour l'enseignement multilingue basé sur l'usage de la langue maternelle. Selon la linguiste Henriette Walter : « La langue, c'est une façon de voir le monde ».

### Promotion du multilinguisme et de la diversité linguistique
L'Union européenne reconnait vingt-quatre langues officielles pour vingt-sept pays en 2021 après le Brexit et encourage officiellement le multilinguisme, moyen important du rapprochement des pays européens. Il est jugé souhaitable que les jeunes Européens apprennent deux langues en plus de leur langue maternelle. Le malaise vis-à-vis du tout-anglais est présent, y compris dans les pays de langue germanique. Ainsi Hartmut Kugler, président de l'association des germanistes allemands déclarait : « Ce que l’on veut exprimer, il faut le dire dans la langue que l’on maîtrise le mieux ». Il ajoutait :« En langues étrangères, on a souvent des difficultés à s’exprimer de manière nuancée, alors qu’en comparaison, il est relativement plus facile de comprendre passivement » et enfin : « Les rares 'globe-players' à très bien maîtriser l'anglais seront ceux qui dans l'avenir décideront de tout ».
La linguiste finlandaise Tove Skuttnab-Kangas compare deux paradigmes socio-linguistiques, celui de la « diffusion de l'anglais » hégémonique et celui de l'« écologie des langues ». Le premier est fondé sur le monolinguisme, la tendance au génocide linguistique, la promotion d'un apprentissage de la langue dominante soustractif d'autres langues, l'impérialisme culturel, linguistique et médiatique, l'idéologie de la mondialisation capitaliste, transnationale qui de fait favorise l'aggravation des inégalités. Le second paradigme est fondé au contraire sur la diversité linguistique et le multilinguisme, la promotion d'un apprentissage additif de langues étrangères ou secondes, l'égalité dans la communication, le maintien des différentes cultures et de leurs échanges, la démocratisation économique, la perspective des droits de l'Homme, le développement soutenable et une volonté de redistribution des ressources matérielles.
Dans une perspective internationale aussi, l'Organisation internationale de la francophonie (OIF) défend l'idée d'un rapprochement des cultures, non seulement à l'intérieur des pays francophones, mais plus largement avec les autres grandes aitres linguistiques, notamment hispanique, lusophone, arabe, etc. L'idée est de promouvoir la coopération de ceux qui refusent la standardisation linguistique sous la férule de l'anglo-américain. Ainsi, Boutros Boutros-Ghali, ex-secrétaire général des Nations unies, puis de l'OIF déclare : « Si tous les États devaient parler la même langue, penser de la même manière, agir de la même façon, le risque serait grand de voir s'instaurer un système totalitaire à l'échelle internationale, tant il est vrai qu'à travers les termes employés, c'est une culture, un mode de pensée et, finalement, une vision du monde qui s'expriment. »[réf. nécessaire]
Les progrès de la traduction automatique vont aussi dans le sens du multilinguisme. Une douzaine à une vingtaine de langues ont une importance suffisante pour que la grande majorité des études supérieures se fasse dans ces langues. Le recours à l'anglais est beaucoup plus important relativement pour les autres langues. La recherche scientifique se fait en anglais, mais les traductions sont de plus en plus précises.

### Langues construites ou planifiées
Une approche complémentaire est le recours à une langue internationale auxiliaire commune qui soit neutre politiquement et culturellement et donc qui apporte un élément de solution aux problèmes posés. Une telle politique linguistique irait dans le sens de la généralisation de l'enseignement d'une langue véhiculaire construite, dans un but de communication internationale au côté des langues véhiculaires les plus parlées.
De nombreuses ébauches et projets de langues construites ont vu le jour, visant toutes à faciliter les relations entre personnes de langues maternelles différentes. Trois ou quatre de ces projets sont devenus des langues parlées. Parmi celles-ci, la langue internationale la plus répandue de très loin est l'espéranto, qui compte, sans soutien étatique, selon une étude réalisée par le professeur Sidney S. Culbert de l'université de Washington, près de deux millions de locuteurs.
En 1922 Nitobe Inazō présenta à la Société des Nations (SDN), en tant que Secrétaire général adjoint, le rapport L'espéranto comme langue internationale auxiliaire, (Esperanto as an international auxiliary language. Report of the general Secretariat of the League of nations adopted by the third Assembly, Il y déclara : « On peut affirmer avec une certitude absolue que l’espéranto est de huit à dix fois plus facile que n’importe quelle langue étrangère et qu’il est possible d’acquérir une parfaite élocution sans quitter son propre pays. Cela est en soi un résultat très appréciable. » Dès 1922, il est proposé d’adopter l’espéranto comme langue de travail auxiliaire de la SDN en plus du français, de l’anglais et de l’espagnol. Treize délégués de pays incluant ensemble près de la moitié de la population mondiale, dont la Chine, l’Inde et le Japon sont en faveur de la recommandation contre un seul, le délégué français Gabriel Hanotaux qui réussit à la faire rejeter. Cependant l'espéranto est considéré depuis comme la langue internationale auxiliaire de référence, au moins cent fois plus parlée que la deuxième langue dans cette catégorie.
Selon Serge Tchakhotine qui a écrit Le Viol des foules par la propagande politique, « Il est clair que la nation dont la langue serait reconnue comme universelle, acquerrait des avantages économiques, culturels et politiques sur toutes les autres. Mais l'inertie et l'esprit conservateur des gouvernants de presque tous les pays empêchent encore que l'espéranto puisse devenir la langue auxiliaire internationale ».
Si, dans la plus grande partie du XXe siècle, le contexte géopolitique a été peu favorable, ce dernier ainsi que la révolution Internet et le paradigme de plus en plus important de la solidarité écologique sont au XXIe siècle des conditions favorables à son essor. Du fait de sa relativement grande facilité, de ses qualités propédeutiques pour apprendre d'autres langues et de sa neutralité, chacun est en situation d'équité dans la communication internationale et peut travailler dans sa langue ou celle de son choix.
En 2005, le rapport Grin a étudié cette problématique et a évalué les diverses solutions possibles pour lutter contre l'impérialisme linguistique de l'anglais au sein de l'Union européenne ; pour conclure en préconisant, selon des critères d'équité et d'efficacité, la proposition de l'usage généralisé d'une langue construite (l'espéranto) plutôt qu'un passage au « tout-anglais ». Les principaux avantages seraient une durée d'apprentissage au moins huit fois plus faible selon Nitobe, un investissement public faible, des discriminations, dépenses de traduction, déperditions très faibles. L'inconvénient est qu'actuellement cette langue n'est pas soutenue par une communauté d'États et que des préjugés idéologiques, amplifiés par Hitler et Staline qui interdisaient une communication libre entre travailleurs, ainsi que par des adeptes du tout-anglais, persistent encore aujourd'hui.